# Pontofrio
Pontofrio é uma rede varejista brasileira, fundada em 1946 no Rio de Janeiro pelo imigrante romeno Alfredo João Monteverde, que oferece para venda em suas lojas produtos como móveis, eletrodomésticos e eletrônicos. A rede foi adquirida em 2009 pelo Grupo Pão de Açúcar (hoje conhecido como GPA) e, a partir da fusão com a Casas Bahia em 2010, passou a fazer parte da divisão Via Varejo (atual Grupo Casas Bahia).
Atualmente, a rede conta com mais de 135 lojas distribuídas nas regiões Sudeste, Sul e Centro-Oeste.

## História

Antigo logotipo da rede, entre 2012 e 2021.

O nome "Ponto Frio" originou-se na tradução da marca estadunidense Coldspot, uma extinta marca de refrigeradores que era representada pelo Ponto Frio na época de sua fundação.

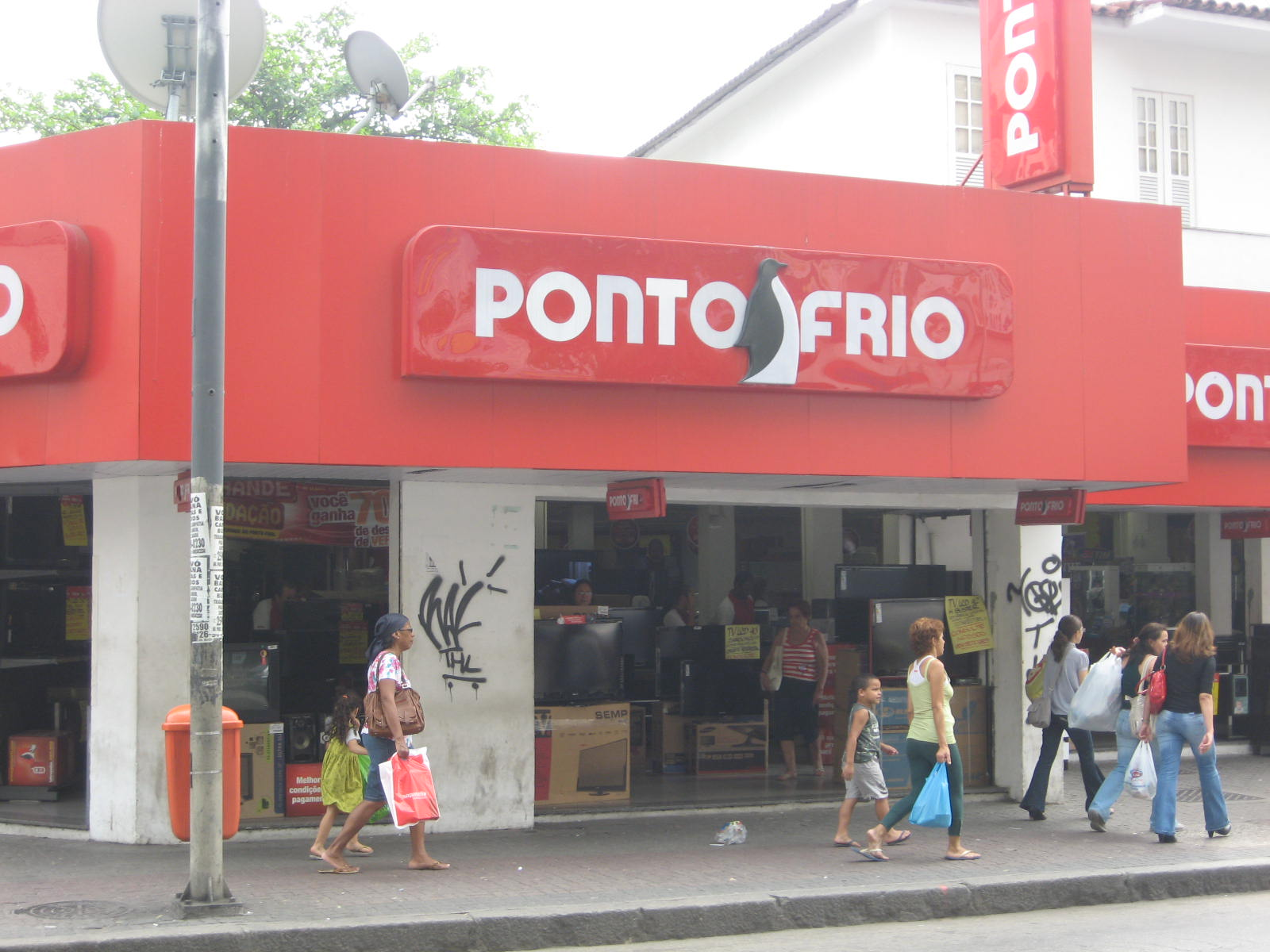
Filial localizada no bairro de Bonsucesso, na cidade do Rio de Janeiro.

A primeira loja da rede foi inaugurada em 25 de março de 1949, no centro do Rio de Janeiro (Rua Uruguaiana, n.º 134), e se tornou referência na venda de geladeiras e máquinas de costura importadas, além de fogões nacionais. O Pontofrio foi a primeira rede de eletrodomésticos a investir maciçamente em marketing e a veicular propagandas na televisão, iniciando suas campanhas ainda na década de 1950.

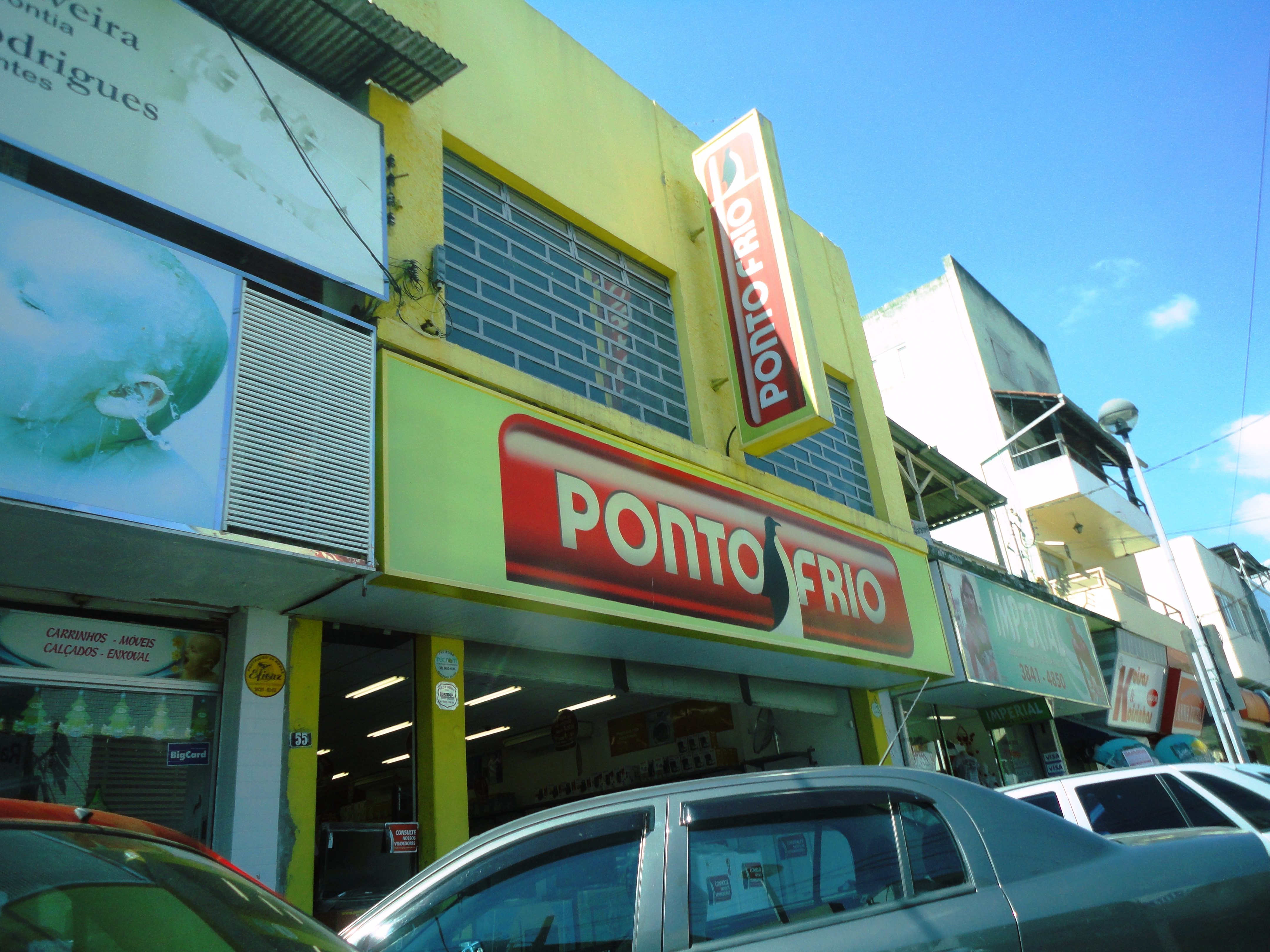
Filial localizada em Coronel Fabriciano, Minas Gerais, desativada em 2016.

A marca rompeu as fronteiras do Rio de Janeiro quando inaugurou sua primeira loja em Brasília, na década de 1960, dando início ao seu processo de expansão. Em seguida, vieram mais unidades da marca nos estados de Goiás e Minas Gerais. Em 1992, com a aquisição das "Casas Buri", a rede fincou sua bandeira no Estado de São Paulo e na região Sul. As Casas Buri S/A Comércio e Indústria foi fundada por Mário Bussab e Paulo Ribeiro em 1942, cujo nome da casa foi a junção das sílabas iniciais dos dois sobrenomes de seus fundadores. A empresa tinha lojas na capital, no interior de São Paulo, no Paraná e Centro Oeste do Brasil e seus produtos comercializados englobavam roupas de cama, banho e mesa, tecidos em geral, até televisores e eletrodomésticos. À época, era concorrente das Casas Bahia e fez muito sucesso nos anos de 1970 e 1980.
Para os consumidores que compravam pelo sistema de crediário, as Casas Buri criaram a financeira "Buri S.A. – Crédito, Financiamento e Investimentos". 
Em algumas cidades, era comum a propaganda da Casas Buri ser realizada com o carro da empresa, tanto na zona urbana, como na zona rural da cidade. Sílvio Santos foi um de seus garotos-propaganda, cantarolando um famoso jingle "Todo o dia é dia de oferta na Buri" e no final soletrava o nome da empresa. Já quando Sílvio Santos tornou-se apresentador, as Casas Buri também fazia propaganda em seus programas na década de 1980. 
Lançou seu site PontoFrio.com na internet em 1996, inicialmente para consultas sobre os produtos comercializados e informações corporativas, tornando-se um canal de vendas online a partir de 1997.

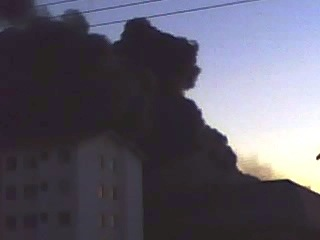
Incêndio no centro de distribuição do Pontofrio em Guarulhos, ocorrido no dia 12 de maio de 2010.

Em dezembro de 2007, após uma reestruturação organizacional, a acionista majoritária tentou vender a empresa, mas desistiu devido à queda do preço das ações. Em março de 2009, foi anunciada nova tentativa de venda. A intenção era vender o controle acionário e não realizar uma oferta pública de ações. A operação era coordenada pelo banco Goldman Sachs.
Em 8 de junho de 2009, o GPA anunciou que fechou acordo com os acionistas da Globex para a compra do Pontofrio.
Em 12 de maio de 2010, o Centro de Distribuição do Pontofrio localizado em Guarulhos, entrou em chamas. O local que tinha 31 mil metros quadrados, tinha 130 pessoas trabalhando no momento, mas todos foram retirados sem nenhum ferimento. O Centro de Distribuição atendia a 118 lojas do Ponto, que contava com mais 2 Centros de Distribuição.
Em 23 de abril de 2021, a empresa passou por um rebranding, passando a se chamar somente Ponto. Em abril de 2024, a empresa voltou com o nome Pontofrio, mantendo a identidade visual lançada em 2021.

## Ponto Frio MegaStore
Desde 2003 possui no BarraShopping, no Rio de Janeiro, sua maior loja da rede do Brasil chamada de Mega Store, conta com outra Mega Store no Norte Shopping, também no Rio de Janeiro..
Antigamente tinha uma MegaStore na Marginal Tietê hoje no mesmo local uma Casas Bahia.